# Odontocepheus bandae
Odontocepheus bandae är en kvalsterart som beskrevs av Subías och Antonio Arillo 200. Odontocepheus bandae ingår i släktet Odontocepheus och familjen Carabodidae. Inga underarter finns listade i Catalogue of Life.